# 이민규 (1989년)
이민규(1989년 1월 6일 ~ )는 대한민국의 전직 축구 선수 출신 축구 지도자이다. 현역 시절 포지션은 수비수이다.

## 클럽 경력
2011년, 강원 FC에 입단하였다. 2011년 4월 10일 리그 데뷔전을 가졌다. 2011 시즌 리그 총 12경기에 출전하였다.
2013시즌을 앞두고 충주 험멜에 입단했다.

## 지도자 경력
2022시즌을 앞두고 충주시민축구단의 코치로 부임했다.